# حاسب سيتون
الحاسب الثلاثي (يسمى أيضًا الحاسب الثالوثي) هو حاسب يستخدم نظام المنطق الثلاثي (القيم الثلاث المحتملة) بدلًا من نظام المنطق الثنائي الأكثر شيوعًا (القيم الثنائية المحتملة) في عملياته الحسابية.

## معلومات تاريخية
يعد الحاسب الثلاثي واحدًا من الآلات الحسابية البدائية الذي بناه توماس فولر من الخشب بأكمله[بحاجة لمصدر]في عام 1840م[بحاجة لمصدر]. كما تولى صناعة حاسب سيتون الثلاثي الإلكتروني الحديث في أواخر حقبة 1950م في الاتحاد السوفيتي في جامعة ولاية موسكو العالم نيكولاي بروسنتوف[بحاجة لمصدر]، وحظي هذا الحاسب بمميزات ملحوظة غابت عن الحواسب الثنائية والتي تم استبدالها بالحواسب الثلاثية في آخر المطاف (كان من ضمن هذه المميزات الاستهلاك الكهربائي القليل والتكلفة التصنيعية القليلة).[بحاجة لمصدر] وفي عام 1970م قام بروسنتوف ببناء نسخة معززة من هذا الحاسب أطلق عليها اسم سيتون 70.[بحاجة لمصدر]

## النظام الثلاثي المتوازن
تُنفذ الحوسبة الثلاثية بواسطة النظام الثلاثي المتوازن الذي يستخدم ثلاثة أعداد هما −1 و0 و+1. ويمكن الحصول على القيمة السالبة للرقم الثلاثي المتوازن عن طريق استبدال علامة + بعلامة - والعكس بالعكس. وتعد عملية طرح الرقم أمرًا سهلًا، وذلك عن طريق قلب الأرقام الموجبة والسالبة ثم القيام بعملية الإضافة العادية. ويستطيع النظام الثلاثي المتوازن إنتاج القيم السالبة بسهولة بالغة مثلها مثل القيم الموجبة بدون الحاجة إلى وضع العلامة السالبة قبل الرقم كما هو الحال مع الأرقام العشرية. وقد ساعدت المميزات المتواجدة في النظام الثلاثي في سهولة العمليات الحسابية وجعلها أكثر كفاءة عما كانت في النظام الثنائي السابق.
أود أن أشير دائمًا إلى أن اعتماد النظام الثلاثي بدلا من الثنائي في المرحلة البدائية للمجتمع وكذلك الآلات التي تشبه الآلات المتواجدة حاليًا كان شائعًا قبل ذلك لوقت طويل، وكذلك الحال في عملية الانتقال من الحسابات العقلية إلى الحسابات الآلية والتي كانت واضحة وبسيطة. (فولر، 1840)

## المستقبل
مع ظهور مكونات الحواسيب الثنائية المصنعة بكثرة، فقد تقلصت الحواسيب الثلاثية إلى حاشية صغيرة في تاريخ الحوسبة. ومن ناحية أخرى، فإن تميز وكفاءة المنطق الثلاثي الذي يدعيه دونالد نث، قد يساعد في إعادة تطوير هذا المنطق في المستقبل. ويعد دمج الحاسب البصري مع نظام المنطق الثلاثي هو أحد السبل الممكنة لتطوير المنطق الثلاثي. ويستطيع الحاسب الثلاثي الذي يستخدم الألياف البصرية استعمال الألوان القاتمة الممثلة في القية 0 واستقطابين متعامدين من الضوء ممثلين في القيم 1 و −1. كما تقوم شركة آيبيإم بإعداد تقارير في فترات متباعدة عن مواضيع الحوسبة الثلاثية مع أنها لا تشارك بشكل فعال في هذا النظام.[بحاجة لمصدر]
وقد تم اقتراح موصل جوزيفسون كخلية ذاكرة ثلاثية متزنة والتي تستخدم تيارات تسير في موصلات فائقة دائرية إما في اتجاه عقارب الساعة أو في عكسها أو حتى لا تسير. «وتعد القدرة العالية على إجراء الحسابات والاستهلاك القليل للطاقة والتشييد البسيط للعناصر قليلة العدد هي أهم مميزات دائرة الذاكرة المقترحة وذلك بفضل التشغيل الثلاثي.»
في عام 2009م تم اقتراح استخدام الكوتريتات بدلًا من الكوبيتات في الحاسب الكمومي الثلاثي. وفي حالة ما إن كان رقم الأوضاع الأساسية في العنصر الكمومي يساوي d فإنه يسمى كوديت.

## الحواسب الثلاثية في الثقافة الشعبية
في قصة روبرت أنسون هيينلين التي تحمل عنوان الوقت الكافي للحب، تمت الإشارة إلى وجود حواسب سَكُونْدُس الذكية التي كانت تعمل بالنظام الثلاثي غير المتوازن على الكوكب الذي كانت القصة تدور حوله والذي كان يستضيف مينيرفا. ذكرت مينيرفا في تقرير عن نتيجة الحسابات، «رقمًا وهو 341640 ..... القراءات الثلاثية الأصلية هي وحدة اثنان اثنان صفر صفر فاصلة وحدة وحدة فاصلة وحدة فاصلة صفر صفر نقطة صفر».
الماهرون الافتراضيون في ميج: عملية الصعود يستخدمون الحواسب الثلاثية.

## كتابات أخرى
الجوع، فرانسيس: سيتون. استعلام عن الحاسب الثلاثي السوفيتي. معهد لايبزيغ للفنون البصرية، ISBN 3-932865-48-0 (إنجليزي، ألماني)

## وصلات خارجية
- Development of ternary computers at Moscow State University
- The ternary calculating machine of Thomas Fowler
- Ternary Optical computer
- Trinary.cc – logic gates used to build a ternary computer
- Ternary Computing Testbed 3-Trit Computer Architecture بي دي إف  (6.6&nbsp;MB)